# Précy-sur-Oise
Précy-sur-Oise és un municipi francès, situat al departament de l'Oise i a la regió dels Alts de França. L'any 2007 tenia 3.341 habitants.

## Demografia

### Població
El 2007 la població de fet de Précy-sur-Oise era de 3.341 persones. Hi havia 1.230 famílies de les quals 248 eren unipersonals (107 homes vivint sols i 141 dones vivint soles), 389 parelles sense fills, 486 parelles amb fills i 107 famílies monoparentals amb fills.
La població ha evolucionat segons el següent gràfic:
Habitants censats

### Habitatges
El 2007 hi havia 1.316 habitatges, 1.256 eren l'habitatge principal de la família, 13 eren segones residències i 47 estaven desocupats. 1.083 eren cases i 218 eren apartaments. Dels 1.256 habitatges principals, 962 estaven ocupats pels seus propietaris, 263 estaven llogats i ocupats pels llogaters i 31 estaven cedits a títol gratuït; 22 tenien una cambra, 71 en tenien dues, 177 en tenien tres, 318 en tenien quatre i 667 en tenien cinc o més. 944 habitatges disposaven pel capbaix d'una plaça de pàrquing. A 513 habitatges hi havia un automòbil i a 636 n'hi havia dos o més.

### Piràmide de població
La piràmide de població per edats i sexe el 2009 era:
| Homes | Edats   | Dones |
| ----- | ------- | ----- |
| 0     | 95 o +  | 4     |
| 12    | 90 a 94 | 40    |
| 12    | 85 a 89 | 24    |
| 16    | 80 a 84 | 28    |
| 36    | 75 a 79 | 64    |
| 52    | 70 a 74 | 56    |
| 60    | 65 a 69 | 60    |
| 52    | 60 a 64 | 68    |
| 96    | 55 a 59 | 64    |
| 124   | 50 a 54 | 124   |
| 144   | 45 a 49 | 144   |
| 100   | 40 a 44 | 120   |
| 112   | 35 a 39 | 124   |
| 120   | 30 a 34 | 108   |
| 80    | 25 a 29 | 88    |
| 100   | 20 a 24 | 52    |
| 164   | 15 a 19 | 92    |
| 104   | 10 a 14 | 100   |
| 112   | 5 a 9   | 96    |
| 68    | 0 a 4   | 64    |

## Economia
El 2007 la població en edat de treballar era de 2.225 persones, 1.685 eren actives i 540 eren inactives. De les 1.685 persones actives 1.564 estaven ocupades (835 homes i 729 dones) i 121 estaven aturades (65 homes i 56 dones). De les 540 persones inactives 185 estaven jubilades, 203 estaven estudiant i 152 estaven classificades com a «altres inactius».

### Ingressos
El 2009 a Précy-sur-Oise hi havia 1.261 unitats fiscals que integraven 3.290,5 persones, la mediana anual d'ingressos fiscals per persona era de 23.769 €.

### Activitats econòmiques
Dels 129 establiments que hi havia el 2007, 4 eren d'empreses alimentàries, 1 d'una empresa de coc i refinatge, 8 d'empreses de fabricació d'altres productes industrials, 16 d'empreses de construcció, 27 d'empreses de comerç i reparació d'automòbils, 5 d'empreses de transport, 5 d'empreses d'hostatgeria i restauració, 3 d'empreses d'informació i comunicació, 8 d'empreses financeres, 10 d'empreses immobiliàries, 20 d'empreses de serveis, 12 d'entitats de l'administració pública i 10 d'empreses classificades com a «altres activitats de serveis».
Dels 25 establiments de servei als particulars que hi havia el 2009, 1 era una oficina de correu, 1 una oficina bancària, 2 tallers de reparació d'automòbils i de material agrícola, 3 paletes, 2 guixaires pintors, 2 fusteries, 4 lampisteries, 1 electricista, 1 empresa de construcció, 2 perruqueries, 1 restaurant, 4 agències immobiliàries i 1 saló de bellesa.
Dels 8 establiments comercials que hi havia el 2009, 4 eren fleques, 1 una fleca, 1 una peixateria, 1 una sabateria i 1 una joieria.
L'any 2000 a Précy-sur-Oise hi havia 6 explotacions agrícoles.

## Equipaments sanitaris i escolars
L'únic equipament sanitari que hi havia el 2009 era una farmàcia.
El 2009 hi havia 1 escola maternal i 1 escola elemental.

## Poblacions més properes
El següent diagrama mostra les poblacions més properes.